# Humani generis
Humani generis (укр. людський рід) — енцикліка Папи Пія XII опублікована 12 серпня 1950 року. Важлива богословська енцикліка його понтифікату поряд з Mystici corporis, Divino afflante Spiritu, Mediator Dei, що часто цитувалися на Другому Ватиканському соборі.

## Історія
Цю енцикліку іноді розглядають в контексті суперечок модернізму в католицькій церкві. Пій XII говорив, що більше немає явних засуджень навчання. У цьому відношенні Humani generis також знаменує переломний момент: викладання осуду папською канцелярією було рідкісним явищем після Другого Ватиканського собору (1962–1965). Енцикліка не використовує термін «модернізм», оскільки церковний магістерій використовує його лише для опису кризи 1907 року. Автор Humani generis дав зрозуміти, що його хвилюють нові явища, які неможливо легко (охарактеризувати) визначити лише терміном «модернізм».

## Зміст
Humani generis містить сучасні філософські тези й відкидає, наприклад, вчення про походження видів (еволюцію), але залишає ґрунт для точних наук. Світогляд екзистенціалізму, історизму, раціоналізму, іренізму, іманенталізму, ідеалізму та релятивізму розглядаються як вираження небезпеки для догматики. Пій XII підтвердив католицьку вимогу проголошувати правду Ісуса Христа. Він порівнює вищезазначені вчення з «божественним одкровенням» як джерелом віри, як походження церковної магістратури.
Енцикліка не судить про наукові аспекти еволюції, але стосується моністичної та пантеїстичної тенденції еволюційної ідеології. Стверджував, що вічні істини людям можна сміливо визнавати розумом. Проти систематичного ідеалізму церковна доктрина ствердила, що — стосується знання. Папа також критикує сучасний етичний прагматизм, утилітаризм.
|                                        | Єдиним природним світлом розуму можна з певністю доказати божественне походження християнської релігії |
| — Папа Пій XII, «Humani generis», p. 1 | |

## Оцінка
Енцикліка не з'явилася несподівано і спрямована «не в першу чергу проти окремих відхилень, а проти основних поглядів»; «Humani generis» пропонує багато позитивного про природу та надприродне, про одкровення, зв'язок між умоглядною та позитивною теологією, цінністю розуму та християнської філософії, природою магістратури, екзегези. «Гумані генеріс актуальна й сьогодні», — писав догматик та єзуїт Себастьян Тромп у 1960-х роках. Остаточна класифікація енцикліки, яка з сьогоднішньої думки ознаменувала останній висновок суперечки про модернізм 1-ї половини XX століття, досі триває.
Загалом, позначення, які встановила енцикліка, залишаються визначальними для подальшої вчительської діяльності церкви (Собору та Пап). Папа Іван Павло II пов'язує зв'язок між вірою та розумом в енцикліці «Fides et ratio».